# R. A. Salvatore
Robert Anthony Salvatore (Leominster, Massachusetts, 20. siječnja 1959.), američki pisac fantastike i znanstvene-fantastike, najpoznatiji po djelu Zaboravljena kraljevstva i Star Wars romanima. 

## Životopis
Rođen je u Leominsteru, Massachusetts. 

Prva knjiga koju je izdao je bila 'Kristalni Fragment' ('The Crystal Shard') 1988. godine. Od tada je izdao mnoga dijela od kojih su neka postala New Yors Times bestseller, poput 'Polutanov dragulj' (The Halfling's Gem), 'Boravište ' ('Sojourn'), 'The Legacy' i 'Starless Night'. Salvatore je najpoznatiji kao tvorac jednog od najpopularnijih likova 'Zaboravljenih kraljevstva' (Forgotten Realms), Drizzt Do'Urden.

 Mnogi fanovi i kritičari hvale i vole Salvatorea zbog njegovog razrađenih i dobro napisanih borbi, koje se posebno ističu u njegovim knjigama o Drizzt Do'Urdenu koji je bori s dva legendarna skimitara (kriva sablja) Twinkle i Icingdeath. 

Salvatoreova su dijela prodana u preko 3 milijuna primjeraka. Prevedena su na razne jezike od kojih neki uključuju njemački, talijanski, finski, hrvatski, turski, bugarski, jidiš, španjolski, ruski, poljski, češki i francuski. Neki od najvećih književnih utjecaja su mu Ian Fleming, Arthur Conan Doyle, Fritz Leiber i naravno, J.R.R. Tolkien. Salvatore i dalje živi u Massachusettsu sa svojom ženom Diane, troje djece Bryan, Geno i Caitlin, psom Puddlesom i mačkom koju je nazvao Guenhwyvar po liku iz 'Zaboravljenih kraljevstva'.

### Zaboravljena kraljevstva

#### Icewind Dale trilogija
- 'Kristalna krhotina' (1988.)
- 'Srebrne rijeke' (1989.)
- 'Polutanov dragulj' (1990.)

#### Trilogija o Tamnom vilenjaku
- 'Zavičaj' (1990.)
- 'Progonstvo' (1990.)
- 'Boravište' (1991.)

#### Legacy of the Drow
- 'The Legacy' (1992.)
- 'Starless Night' (1993.)
- 'Siege of Darkness' (1994.)
- 'Passage to Dawn' (1996.)

#### Paths of Darkness
- 'The Silent Blade' (1998.)
- 'The Spine of the World' (1999.)
- 'Servant of the Shard' (2000.)
- 'Sea of Swords' (2001.)

#### Klerički kvintet
- 'Hvalospjev' (1991.) (1361DR)
- 'Šumske sjenke' (1992.)
- 'Night Masks (1992.)
- 'The Fallen Fortress' (1993.)
- 'The Chaos Curse' (1994.)

#### The Hunter's Blades trilogija
- 'The Thousand Orcs' (2002.)
- 'The Lone Drow' (2003.)
- 'The Two Swords' (2004.)

#### The Sellswords
- 'Servant of the Shard' (2000.)
- 'The Promise of the Witch King]' (2005.)
- 'Road of the Patriarch' (2006.)

#### Transitions
- 'The Orc King' (2007.)
- 'The Pirate King' (2008.)
- 'The Ghost King' (2009.)

#### War of the Spider Queen
- 'Dissolution' (napisao Richard Lee Byers) (2002.)
- 'Insurrection' (napisao Thomas M. Reid) (2002.)
- 'Condemnation' (napisao Richard Baker) (2003.)
- 'Extinction' (napisala Lisa Smedman) (2004.)
- 'Annihilation' (napisao Philip Athans) (2004.)
- 'Resurrection' (napisao Paul S. Kemp) (2005.)

### The Spearwielder's Tales
- 'The Woods Out Back' (1993.)
- 'The Dragon's Dagger' (1994.)
- 'Dragonslayer's Return' (1995.)

#### Saga of the First King
- 'The Highwayman' (2004.)
- 'The Ancient' (2008.)

#### The DemonWars Saga
- 'The Demon Awakens' (1997.)
- 'The Demon Spirit' (1998.)
- 'The Demon Apostle' (1999.)
- 'Mortalis' (2000.)
- 'Ascendance' (2001.)
- 'Transcendence' (2001.)
- 'Immortalis' (2003.)
- 'Nero' (2009.)

#### Chronicles of Ynis Aielle
- 'Echoes of the Fourth Magic'(1990.)
- 'The Witch's Daughter' (1991.)
- 'Bastion of Darkness' (2000.)

### Crimson shadow series
- 'The Sword of Bedwyr' (1994.)
- 'Luthien's Gamble' (1996.)
- 'The Dragon King' (1996.)

### Zvjezdani ratovi
- 'Zvjezdani ratovi, Epizoda 2: Klonovi napadaju' (2002.)

### The New Jedi Order
- Vector Prime (2000.)

## Vanjske poveznice
- R. A. Salvatore web stranica
- R. A. Salvatore Collection, Fitchburg State College  Arhivirana inačica izvorne stranice od 28. veljače 2008. (Wayback Machine)
- R. A. Salvatore na Fantasy Fan  Arhivirana inačica izvorne stranice od 28. lipnja 2008. (Wayback Machine)